# 999
Évszázadok: 9. század – 10. század – 11. század
Évtizedek: 940-es évek – 950-es évek – 960-as évek – 970-es évek – 980-as évek – 990-es évek – 1000-es évek – 1010-es évek – 1020-as évek – 1030-as évek – 1040-es évek
Évek: 994 – 995 – 996 – 997 –  998 – 999 – 1000 – 1001 – 1002 – 1003 – 1004

## Események
- április 2. – II. Szilveszter pápa megválasztása (1003-ig uralkodik).[1]
- V. Alfonz leóni király trónra lépése (1028-ig uralkodik).
- Szilézia I. Boleszláv lengyel herceg uralma alá kerül.

## Halálozások
- február 7. – II. Boleszláv cseh fejedelem (* 932)
- február 18. – V. Gergely pápa (* 972)[2]
- december 16. – Itáliai Adelaide (* 931)